# Надбородник
Надбородник (лат. Epipogium) — олиготипный род многолетних травянистых растений семейства Орхидные (Orchidaceae).

## Синонимы
В синонимику рода входят следующие названия:
- Ceratopsis Lindl.
- Epipogon S.G.Gmel., orth. var.
- Galera Blume
- Podanthera Wight

## Ботаническое описание

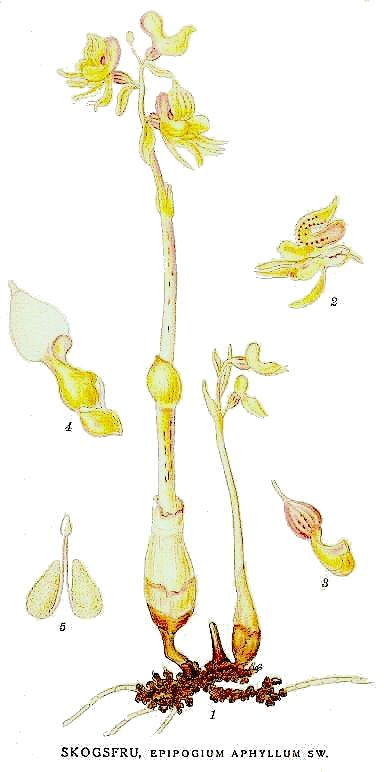
Надбородник безлистный.

Микогетеротрофные растения с коралловидными, членистым, сильно-ветвистым корневищем и плёнчатыми чешуями на хрупких, окрашенных в светло-желтоватый цвет с красными полосками стеблях.
Наружные листочки околоцветника линейно-ланцетные, согнутые, немного у́же ланцетных внутренних, и те и другие свободные, вниз поникающие. Губа вверх направленная, при основании продолженная в толстый и тупой, короткий, прямоторчащий шпорец, трёхлопастная с средней лопастью крупной, яйцевидной, на конце заострённой, цельнокрайной или по краям мелко-зазубренной, боковыми лопастями маленькими и узкими, ушковидными. Колонка короткая, толстоватая с коротким клювиком, поллинии в числе двух, эллипсоидальные, сидящие на ножках, скреплённых общим маленьким прилипальцем, поникающие. Завязь на ножке булавовидная, голая.

## Виды
Согласно данным сайта Королевских ботанических садов Кью, род насчитывает 3 вида:
- Epipogium aphyllum Sw. — Надбородник безлистный
- Epipogium japonicum Makino
- Epipogium roseum (D.Don) Lindl.